# Кафедра радиохимии и прикладной экологии УрФУ
Кафедра радиохимии и прикладной экологии — кафедра Физико-технологического института Уральского федерального университета.

В составе физико-технического факультета Уральского политехнического института (УПИ) кафедра радиохимии была образована в 1951 году.

В настоящее время кафедра радиохимии и прикладной экологии ФтИ выполняет общеобразовательные и специальные задачи в подготовке инженеров, бакалавров и магистров для современных наукоёмких производств и инновационных технологий.

## История кафедры
После образования в 1949 году в Уральском политехническом институте Физико-технического факультета, была создана общенаучная кафедра химии и технологии редких элементов (ХТРЭ), которую возглавил организатор факультета и его первый декан Е. И. Крылов. Поскольку физтех предназначался для подготовки инженеров «ядерного» профиля, то необходимость преподавания радиоактивности как комплексной проблемы была очевидной. Первые лекции по радиометрии и радиохимии были прочитаны уральским электрохимиком М. В. Смирновым, владевшим редкими по тем временам навыками применения радиоактивных изотопов в научных исследованиях. Практикум по этим курсам был организован в лаборатории, входившей в состав кафедры ХТРЭ. В 1951 году на базе этой лаборатории и была учреждена кафедра радиохимии.
Научная деятельность на кафедре радиохимии началась во второй половине 50-х годов и была связана с научным направлением в прикладной радиохимии и радиоэкологии, созданным профессором С. А. Вознесенским. В организованной им проблемной лаборатории, где помимо её основного штата сотрудничали преподаватели кафедр радиохимии и физико-химических методов анализа, проводились исследования по концентрированию и обезвреживанию радиоактивных отходов техногенного происхождения, а именно: самой непредсказуемой их разновидностью — нетехнологическими отходами (банно-прачечные стоки, трапные и дезактивационные воды и т. п.). Применительно к таким объектам опытом создания очистных схем технология ещё не располагала. Прикладная радиоэкология начиналась с нуля, и пионерские работы в этой области были выполнены именно С. А. Вознесенским и его учениками (Л. И. Басковым, П. Ф. Долгих и А. А. Константиновичем) ещё на комбинате «Маяк» в Озерске в начале 50-х годов. Первые авторские свидетельства, подтверждающие приоритет в области флотационного метода обезвоживания гидроксида железа (коллективный сорбент продуктов деления тяжелых ядер), датированы маем 1960 г. (Ю. В. Егоров, В. Л. Золотавин, В. В. Пушкарев, Е. В. Ткаченко) и августом 1961 г. (В. Ф. Багрецов, Ю. В. Егоров, Н. Н. Калугина, В. М. Николаев, В. Д. Пузако, В. В. Пушкарев, Е. В. Ткаченко). Таким образом, с приходом С. А. Вознесенского на физико-технический факультет открылись смысл и перспектива исследований в мало изученной и совсем «непрестижной» области прикладной радиохимии и радиоэкологии, — в технологии обезвреживания радиоактивных стоков атомной промышленности.
В 60-х и 70-х годах на кафедре проводились исследования в области синтеза селективных неорганических сорбентов класса гидроксидов, ряда других трудно растворимых соединений и фаз переменного состава, предназначенных для выделения, разделения и концентрирования радиоактивных микрокомпонентов из водных растворов различного происхождения как с технологическими, так и с аналитическими целями.
Проблема обезвреживания жидких радиоактивных отходов, объединившая в своё время кафедральную модель, способствовала развитию и других прикладных направлений со сходной организацией сорбционных систем. Параллельно возник интерес у коллектива кафедры радиохимии к тонкослойным покрытиям, которые проводились по тематике технологии полупроводниковых материалов. Руководитель этого научного направления, заведующий кафедрой физической и коллоидной химии Г. А. Китаев увидел в методе меченых атомов надежное средство изучения механизма образования тонких слоев неорганических материалов. Это обстоятельство привело к многолетнему сотрудничеству радиохимиков с коллективом кафедры Г. А. Китаева (основная доля исследований в этом направлении была выполнена Н. Д. Бетенековым). Таким образом, тонкие слои различных неорганических сорбентов (оксиды, халькогениды, соединения класса солей и т. п.) при тщательном изучении обнаруживали свойства, интересные не только в электрофизическом отношении, но и как селективные сорбенты, применимые в экспрессной аналитике. Методики, первоначально предназначавшиеся для исследования морской воды, при определённой модификации оказались пригодными и для водных растворов другого состава (некоторые технологические растворы, пресные воды открытых водоемов). Эти методики были широко использованы во время ликвидации аварии на ЧАЭС, а также при обследовании зоны Восточно-Уральского радиоактивного следа. Более того, выяснилось, что предварительная обработка поверхностей различных материалов (в первую очередь пластмасс, в частности фторпластов) позволяла склеивать обработанные таким образом конструкции, что оказалось востребованным в космическом машиностроении (В. И. Попов).

Применение тонкослойных сорбентов оказалось оправданным и успешным в ряде аналитических и технологических задач. ТНС были внедрены в Институте химии ДВО РАН, Лаборатории ядерных реакций ОИЯИ (г. Дубна) и Российском филиале ядерного центра (ВНИИТФ, г. Снежинск). На Кадамжайском сурьмяном комбинате (Узбекистан) с помощью ТНС было налажено сорбционное извлечение золота. По всем трем направлениям синтеза и применения тонкослойных композиционных материалов сотрудники кафедры радиохимии в 70-х и 80-х годах получили несколько десятков авторских свидетельств, в результате чего кафедра неоднократно отмечалась как лучший изобретательский коллектив в УПИ.
В последующие 30 лет научные интересы кафедры были в основном сосредоточены на проблемах радиоэкологии (радиохимия океана и пресных вод открытых водоемов в различных регионах СССР, России и СНГ, включая зону аварии на ЧАЭС). Однако, новая перспектива применения методов тонкослойной сорбционной технологии открылась недавно в связи с задачами селективного извлечения из растворов гомогенных импульсных ядерных реакторов некоторых радионуклидов, востребованных в практике медицинской радиологии. С 2009 года, учитывая сложившиеся современные тенденции в области радиохимии и радиоэкологии, было принято решение дополнить официальное название кафедры в соответствии с сформировавшейся проблематикой. Таким образом, современное наименование кафедры — кафедра Радиохимии и прикладной экологии.

В настоящее время кафедра радиохимии и прикладной экологии УрФУ, оставаясь единственным вузовским коллективом на Урале, где прививаются навыки работы с радиоактивными веществами в «открытом виде», преподает радиохимию, радиоэкологию и общую экологию на всех специальностях физико-технического факультета и по постановлению Правительства Свердловской области создает межвузовскую учебно-научную лабораторию радиоэкологии. На кафедре продолжаются исследования в области радиохимии сорбционных систем, радиоаналитики и радиоэкологии биогеоценозов, загрязненных природными и искусственными радионуклидами. Недавно кафедра включилась в международную программу, связанную с медико-биологическими задачами производства и использования радионуклидов.
За годы своего существования на кафедре обучалось около 3 тысяч химиков-технологов, около 5 тысяч инженеров физических и других специальностей, также кафедра обеспечивает экологическое образование студентов всех специальностей физико-технологического и радиотехнического институтов.

### Выпускники
За 60-летнюю историю кафедры в её исследовательской деятельности был занят не один десяток сотрудников. В рамках специализации «Радиохимическая технология»(специальность 240601 — Химическая технология материалов современной энергетики) подготовлено 200 инженеров, из них стали докторами наук — 20, кандидатами наук — более 40.

Некоторые члены коллектива, изобретательские достижения которых начинались на кафедре, перешли в другие организации, продолжая заниматься и там проблемами гетерогенных сорбционных систем с участием радионуклидов. Так, доктор химических наук Л. М. Шарыгин, выпускник кафедры, прошедший при ней и обучение в аспирантуре,  руководил научно-производственной фирмой «Термоксид» (г. Заречный). За разработку новых видов неорганических сорбентов и технологии их производства в 1988 году была присуждена Государственная премия СССР выпускникам кафедры радиохимии : Л.М.Шарыгину и кандидатам химических наук В.Ф.Гончару, С.Я.Третьякову и В.И Барыбину. Доктор химических наук, выпускник, аспирант и сотрудник кафедры в прошлом Е. В. Поляков заведует лабораторией физико-химических методов анализа в Институте химии твердого тела УрО РАН. Доктор химических наук, выпускник кафедры Ткаченко Е. В. член президиума Российской академии образования. В прошлом доцент кафедры и продуктивный изобретатель Ю. М. Полежаев, много лет затем заведовавший кафедрой аналитической химии УГТУ-УПИ. Профессор Ю. И. Сухарев возглавляет кафедру водного хозяйства и промэкологии в Южно-Уральском государственном университете, доктор технических наук В. П. Ремез заведует лабораторией в УНИХиме.

### Заведующие кафедрой
- Смирнов Михаил Владимирович. Заведующий кафедрой радиохимии с 1951 по 1953 г. В последующем — директор института высокотемпературной электрохимии УрО РАН.
- Вознесенский Сергей Александрович. Заведующий кафедрой радиохимии с 1955 по 1958 г. Основатель Уральской радиохимической школы.
- Пузако Виталий Дмитриевич. Заведующий кафедрой радиохимии с 1958 по 1968 г. Основатель современной концепции курса радиохимии.
- Пушкарев Владимир Вениаминович. Заведующий кафедрой радиохимии с 1968 по 1971 г.
- Егоров Юрий Вячеславович. Заведующий кафедрой радиохимии с 1974 по 1999 г. Декан ФтФ с 1976 по 1986 г. Почетный профессор УрФУ[15][16][17].
- Бетенеков Николай Дмитриевич. Заведующий кафедрой радиохимии с 1999 по 2009 г. Действительный член Межведомственного Совета по радиохимии при Президиуме РАН и Росатоме.
- Воронина Анна Владимировна. Заведующий кафедрой радиохимии и прикладной экологии с 2010 по наст. вр.[18]

## Образовательные программы, реализуемые кафедрой
Программы подготовки бакалавров и магистров, реализуемые кафедрой, построены с учетом потребностей конкретных предприятий и организаций на основе глубоких фундаментальных знаний, обеспечивающих адаптацию выпускников к различным сферам деятельности.

### Направления подготовки бакалавров
Приоритетным направлением деятельности предприятий в современных условиях является обеспечение экологической безопасности, которое должно быть основано на принципе системности, ведении деятельности с учетом многофакторности аспектов безопасности, разработке и внедрении инновационных технологий, минимизирующих потенциальную опасность для человека и окружающей среды.
- 240100 «Химическая технология» (профиль «Управление экологической безопасностью»)

При обучении студенты осваивают химические технологии производства веществ и материалов (в том числе редких, рассеянных и радиоактивных элементов), контроль за экологической безопасностью технологического процесса и технологии защиты окружающей среды.
- 220100 «Системный анализ и управление» (профиль «Системный анализ и управление в экологии и природопользовании»)

Профиль предполагает углубленное освоение профессиональных компетенций в сфере информационного и организационно-правового обеспечения экологической безопасности.
В целом программы направлены на применение системного подхода и современных информационных технологий к анализу и контролю технологического процесса на соответствие требованиям экологической безопасности, разработке экологически целесообразных технологий, разработке и внедрению методов, средств и технологий защиты окружающей среды.

### Направление подготовки магистров
Магистерские программы по направлению 240100 «Химическая технология»:
- Управление экологической безопасностью радиохимических технологий

Является логическим продолжением программы бакалавриата и обеспечивает углубленную подготовку в сфере экологической безопасности и минимизации потенциальной опасности деятельности предприятий, использующих радиохимические технологии или технологии, имеющие радиоэкологические аспекты.
- Технологии производства радионуклидов и радиофармпрепаратов

Направлена на подготовку профессиональных кадров, обеспечивающих производство изотопов и радиофармпрепаратов в медицинских целях для решения диагностических и терапевтических задач.
- Технологии обеспечения экологической безопасности

Направлена на подготовку профессиональных кадров, обеспечивающих создание экологически целесообразных и модернизацию уже существующих химических технологий.

### Аспирантура
Подготовка аспирантов осуществляется по специальности 05.17.02 «Технология редких, рассеянных и радиоактивных элементов».

Диссертационные работы аспирантов выполняются в соответствии с научными направлениями деятельности кафедры.

### Программы дополнительного профессионального образования
- Обеспечение радиационной и экологической безопасности при обращении с радиоактивными материалами[23].
- Основы таможенного контроля за делящимися и радиоактивными материалами.
- Радиационная безопасность и радиационный контроль[24].
- Организация работ с применением радиоактивных веществ и других источников ионизирующих излучений.
- Ядерная медицина.

## Научные направления кафедры
- Синтез и исследование свойств селективных сорбентов

Разработаны физико-химические основы синтеза тонкослойных и поверхностно-модифицированных сорбентов на основе плоских и пористых носителей (сополимера стирола с дивинилбензолом, полипропилена, полиэтилентерефталата, природной и технической целлюлозы, гидратированных оксидов, алюмосиликатов). Способы синтеза сорбентов защищены авторскими свидетельствами СССР, прошли лабоpаторные и полупромышленные испытания, внедрены на предприятиях и в научно-исследовательских институтах. Разработана технология гранулирования природных алюмосиликатов, получен патент РФ. Области применения сорбентов: переработка жидких отходов предприятий, очистка загрязнённых поллютантами природных вод, в том числе и питьевой воды, анализ природных вод и технологических растворов, реабилитации загрязнённых почв и введение их в сельскохозяйственное использование.
- Разработка сорбционных методов обезвреживания природных вод и технологических растворов, содержащих загрязнители различного происхождения

Изготовлены и испытаны опытные образцы фильтров индивидуального пользования для очистки питьевой воды, проведена их санитарно-гигиеническая аттестация. Разработанные кафедрой сорбенты и фильтры, позволяют решать проблемы организации радиационного мониторинга окружающей среды и ликвидации последствий непредвиденных аварийных ситуаций на предприятиях химической и радиохимической промышленности, атомных станциях. Фильтры могут быть использованы на станциях водоочистки и водоподготовки, а также любыми организациями, заинтересованными в локальных средствах очистки и дезактивации питьевой воды, населением радоноопасных территорий и зон, подвергшихся аварийному радиационному заражению.
- Разработка методик контроля, анализа и мониторинга объектов окружающей среды

Знание физико-химических и сорбционных свойств неорганических сорбентов позволило pазработать методы концентpирования и pазделения pедких, pассеянных и радиоактивных элементов из пpиродных и производственных pастворов, а также pяд новых способов экспрессного pадиохимического анализа природных и технологических объектов. Способы экспрессного pадиохимического анализа на отдельные pадионуклиды защищены авторскими свидетельствами, использованы научно-исследовательскими организациями и pекомендованы к использованию в химических службах Военно-морского флота.
- Моделирование физико-химического поведения микрокомпонентов в техногенных системах и объектах окружающей среды

Эти задачи в настоящее время интересует не только технологов и аналитиков, но и специалистов в области прикладной экологии, токсикологии и др. Приемы концентрирования и разделения веществ, находящихся в разбавленных и сложных по составу растворах, являются основными операциями современных технологий, так как именно эти процессы определяют успешность переработки многокомпонентного (полиметаллического) сырья, технологии особо чистых веществ и материалов с точно дозированными примесями, обезвреживания отходов. Учеными кафедры проведено теоретическое и экспериментальное моделирование межфазного распределения микрокомпонентов с учётом влияния форм состояния. Методы выделения и концентрирования микрокомпонентов применены при решении ряда аналитических и технологических задач.
- Разработка технологий получения радионуклидов для научных и медицинских целей

В последние десятилетия спрос на молибден-99 (99Mo) на мировом рынке изотопной продукции постоянно возрастает, так как его дочерний нуклид 99mTc за последние 30 лет остается наиболее широко используемым в ядерной медицине радионуклидом. Кафедра радиохимии разработала технологию селективного выделения 99Mo из облученных сернокислых растворов с применением неорганических сорбентов. Разработанные технические решения обеспечивают высокую степень извлечения 99Mo (не менее 90 %), минимальные потери делящихся материалов (0.01 %), радионуклидную чистоту 99Mo, соответствующую международным стандартам. На технологию получен патент США. Совместно с ФГУП "ПО «Маяк» разработана технология выделения 99Мо из азотнокислых растворов, образующихся после растворения облучённой нейтронами в канале ядерного реактора урановой мишени, получен патент РФ.

## Научная и исследовательская деятельность студентов и аспирантов
Студенты и аспиранты кафедры радиохимии и прикладной экологии принимают активное участие в научно-исследовательской деятельности кафедры. По результатам научных работ в соавторстве со студентами опубликовано более 200 статей и тезисов докладов. Научные доклады студентов представлены на Российских и международных конференциях.

## Международная деятельность
Проведение международных научных конференций и учебно-методических семинаров позволяет обмениваться результатами фундаментальных и прикладных исследований, содействует профессиональному росту и развитию творческой активности сотрудников, студентов и аспирантов, способствует повышению роли научной работы в образовательном процессе и подготовке конкурентоспособных не только в России, но и за рубежом выпускников.

### Научные мероприятия
За последние 10 лет кафедрой радиохимии проведены 7 международных и российских конференций, 4 международных, 1 российский учебно-научный семинар и 2 городских учебно-методических семинара, в том числе:
- три российско-французских семинара и мастер-класса по инновационным методам радиохимического анализа с участием представителей вузов, институтов академии наук, аналитических служб предприятий ГК Росатом (2009—2010 гг);
- российско-японский семинар-совещание «Оценка возможности применения природных алюмосиликатов и модифицированных сорбентов на их основе для реабилитации территорий, подвергшихся радиоактивному загрязнению в результате аварии на АЭС Фукусима в Японии» (2011 г);
- две российские конференции с международным участием: Первая Всероссийская научно-практическая конференция с международным участием «Проблемы непрерывного экологического образования» (2010 г.) и Российская научно-техническая конференция с международным участием «Актуальные проблемы радиохимии и радиоэкологии» (2011 г.).

Участвуя в международных научных мероприятиях, преподаватели кафедры, студенты и аспиранты не только представляют результаты выполненных научных исследований, но и повышают свою профессиональную квалификацию, знакомясь с мировыми достижениями в области науки и производства. Полученные на стажировках знания преподаватели кафедры используют при чтении лекций, написании учебных пособий и выполнении научно-исследовательских работ, что способствует совершенствованию учебного процесса.

Преподаватели кафедры прошли стажировку в Великобритании, приняли участие в обучающей программе и работе международной конференции по вопросам ионного обмена (IEX 2008 Тechnical Training Course in Industrial Water Treatment by Ion Exchange, SCI Conference); во Франции прошли стажировки в университете Сорбонны и академии Гренобля (2007—2009 гг.), приняли участие в научном конгрессе «Евро-Эко 2011» (Ганновер, Германия).

### Выполнение международных исследовательских проектов
Кафедра активно развивает международное сотрудничество, направленное на решение прикладных научных задач. Выполнены три международных договора по разработке технологии выделения Мо-99 из уранил-сульфатного раствора реактора АРГУС и разработке технологии выделения высококачественного Y-90 из Sr-90, а также методов аналитического контроля готовой продукции. Заказчик Technology Commercialization International, США. В результате выполнения исследовательских проектов разработана технология селективного выделения молибдена-99 для научных и медицинских целей и получены два патента.
С 2009 года кафедра радиохимии и прикладной экологии выполняет совместные проекты с компанией TrisKem Int. (Франция) по научному сопровождению освоения инновационных методов радиохимического анализа с применением экстракционно-хроматографических смол и их внедрения в практику радиоэкологического мониторинга.

## Дополнительные источники
- История кафедры
- Неофициальная страничка кафедры
- О кафедре: научные направления (недоступная ссылка)
- Подготовка кадров в сфере экологической безопасности
- 60-летнему юбилею кафедры радиохимии и прикладной экологии посвящается (недоступная ссылка)